# Access Industries
Access Industries, Inc. — американська приватна багатонаціональна промислова група.  Заснована в 1986 році бізнесменом Леонардом "Лен" Блаватником, який також є її головою. Промисловий фокус Access зосереджений на чотирьох сферах: природні ресурси та хімікати, засоби масової інформації та телекомунікації,  венчурний капітал  та нерухомість.  Група інвестує в США, Європу,  Ізраїль  та Латинську Америку.  Штаб-квартира знаходиться в Нью-Йорку, додаткові офіси знаходяться в Лондоні та Москві.  
Лен Блаватник заснував Access Industries в 1986 році як інвестиційну компанію. Він відвідував Гарвардську бізнес-школу, керуючи компанією,  закінчивши ступінь MBA в 1989 році. Серед своїх перших інвестицій Access Industries допоміг у 1996 році створити великого виробника алюмінію SUAL, який згодом став частиною UC RUSAL. У 1997 році Access придбав 40% акцій російської нафтової компанії ТНК.
Access придбав великий пакет акцій модного бренду Tory Burch у 2004 році.  У 2006 році Access Industries взяв, за оцінками, 70% акцій компанії Top Up TV, послуги платного телебачення у Великій Британії, яка продала свій абонентський бізнес Sky у 2013 році.  У 2007 році компанія Access Industries придбала мажоритарний пакет акцій спортивної медіа-компанії Perform Group.  Того ж року Access став власником Acision - програмної компанії, орієнтованої на системи обміну повідомленнями.  Acision був придбаний компанією Comverse в 2015 році.  Станом на 2010 рік Access зберігав право власності на компанії, такі як Icon Film Distribution UK,  Perform Group, Top Up TV, Amedia, RGE Group та Warner Music Group (WMG).  20 липня 2011 року  Access придбала компанію Warner Music Group  на 3,3 мільярда доларів США. 
Access Industries зробив різноманітний внесок у політичних кандидатів на місцевих, штатних та національних виборах у США.   У травні 2015 року компанія Access Industries запустила Access Entertainment - підрозділ, очолюваний колишнім шефом телеканалу BBC Денні Коеном, який спеціалізується на інвестиціях у сектор розважальних засобів масової інформації.  Вклавши кошти у Facebook до IPO, наприкінці 2015 року Access вийшов із своїх холдингів Facebook. 

## Поточні запаси
Станом на 2016 рік Access Industries продовжував мати частки в таких компаніях, як UC Rusal, LyondellBasell, Rocket Internet, Warner Music Group та Zalando.  У квітні 2017 року Access Entertainment придбала частку в RatPac Entertainment. 

### Природні ресурси та хімічні речовини
Серед поточних холдингів Access Industries - підприємства  у галузі нафти,  нафтохімії,  виробництва електроенергії,  алюмінію  та біотехнології.  Доступ допоміг сформувати великого виробника алюмінію SUAL 1996, поєднавши злиття та поглинання.  У 2007 році SUAL об’єднався з RUSAL та глиноземним бізнесом Glencore International AG  утворивши UC RUSAL .  RUSAL залучив 2,24 млрд доларів в результаті IPO 2010 року на Гонконгській фондовій біржі  а станом на 2017 рік він був найбільшим у світі виробником алюмінію.  
У 2005 році Access придбав голландську компанію Basell Polyolefins  спеціалізується на поліолефінах .  20 грудня 2007 р. Basell придбав компанію Lyondell для товарних хімікатів  приблизно на 20 млрд. Доларів.   На отриману в результаті компанію LyondellBasell Industries  вплинула фінансова криза 2008 р.   а в 2009 р. Операції LyondellBasell Industries у США подали заяву про банкрутство.  Частково фінансуючи компанію Access Industries   в 2010 році  LyondellBasell вийшов із розділу 11 захисту від банкрутства у значно поліпшеному фінансовому становищі. З вартістю 15 мільярдів доларів  згодом вона була визнана третьою за величиною хімічною компанією у світі на основі чистих продажів .   Access Industries викупила великий пакет акцій компанії в 2013 році.  Станом на 2017 рік Access володів приблизно 18% LyondellBasell. 
З 2013 року компанія Access Industries володіє Clal Industries Ltd. (CII), ізраїльська промислова інвестиційна група.   Серед основних інвестицій ІСІ - Nesher Israel Cement Enterprises, Hadera Paper, Golf & Co., Clal Biotechnology  та логістична група Taavura.  Також з 2013 року Access володіє значним пакетом акцій EP Energy, північноамериканського виробника нафти та природного газу з портфелем родовищ у США та Бразилії .  18 серпня 2017 року Access Industries та консорціум інвесторів домовились придбати енергетичну компанію Calpine Corporation за 5,6 млрд доларів. 
Access Industries має ряд портфельних компаній у галузі засобів масової інформації та телекомунікацій.  Ice,  інтернет-та телекомунікаційна компанія в Скандинавії , насамперед належить Access Industries.  В Ізраїлі Access володіє третиною RGE Group Ltd., приватної медіагрупи  з активами, включаючи 10 кнаал,  Noga Communications та Sports Channel .  Access Industries також володіє більшістю акцій  у Amedia, великій російській кіностудії та телестудії  відомій такими шоу, як Бідна Настя. Amedia отримала ексклюзивні права на прем'єру вмісту HBO у Росії в липні 2017 року. 
Доступ інвестував у Warner Music Group (WMG) у 2004 році разом з різними співінвесторами.  Після часткового продажу WMG через IPO на NYSE у травні 2005 року, Access продовжував діяти як значний акціонер  з 2-відсотковим пакетом акцій до 2011 року.  Access придбав WMG  на 3,3 млрд. Доларів США,  включаючи 320 млн. Доларів готівкою та припущення боргу WMG на 2 млрд. Доларів.  
Access Industries володіє AI Film   в Лондоні, фінансова плівка і виконавче провадження компанія, заснована в 2013 р  З листопада 2014 року компанія Access Industries володіє більшістю акцій у Perform Group, спортивній медіа-компанії  яку Access створила у 2007 році  шляхом об’єднання Inform та Premium TV .  Perform Group є власником спортивного вебсайту Sporting News  та запустила послугу спортивного потокового відео DAZN у 2016 році.  Станом на 2019 рік Access утримував понад 85% групи.  
У травні 2015 року було створено Access Entertainment, найнявши на посаду свого президента Денні Коена, колишнього директора телебачення BBC.  Вони взяли 25% акцій міжнародної телекомпанії Bad Wolf і мають фінансову компанію для драматичного програмування з BBC Worldwide / Lookout Point та угоду про розробку House House. У квітні 2017 року Access Entertainment придбала частку власності Джеймса Пакера на RatPac Entertainment, до складу якої входить спільне підприємство RatPac-Dune Entertainment. 

### Технологія
У 2015 році Access Industries запустила Access Technology Ventures, інвестиційну групу венчурних проектів та технологій зростання, орієнтовану на " єдинорогів " до IPO.  Станом на 2017 рік він інвестував у компанії, включаючи Snapchat, Square, Yelp, Alibaba, Rocket Internet,  Deezer,  Gett,  Spotify,   Zalando та DigitalOcean . У серпні 2017 року Access Technology Ventures здійснив фінансування для виробника смартфонів Essential Products на суму 300 мільйонів доларів, інвестуючи в компанію 100 мільйонів доларів.  У жовтні 2015 року компанія Access Industries створила First Access Entertainment, яка зосереджується на розвитку талантів та представництві в музиці, розвазі та моді. 

### Нерухомість
Access володіє портфелем готелів та інших комерційних та житлових об'єктів у Сполучених Штатах, Європі, Південній Америці та Карибському басейні, включаючи:  
- 20 Іст-Енд (Манхеттен, Нью-Йорк) [50]
- Faena Group ( Буенос-Айрес, Аргентина  та Маямі-Біч, Флорида)
- Grand-Hôtel du Cap-Ferrat (Французька Рив'єра, Франція) [51]
- Гранд-Пікс (Денвер, Колорадо)
- MBS Media Campus ( Манхеттен-Біч, Каліфорнія)
- Ocean Club, курорт Four Seasons (райський острів, Багами) [52]
- Готель Sunset Tower (Лос-Анджелес, Каліфорнія) [53]

### Політична діяльність
У 2015 році компанія Access Industries пожертвувала 1,8 мільйона доларів на підтримку Super PACs, підтримуючи кандидатів у республіканські партії Скотта Уокера та Ліндсі Грем. 